# دیوان سلطان سلیم
دیوان سلطان سلیم عثمانی (دیوان یاوز سلطان سلیم) شامل بیش از ۱۰۰ غزل از سلیم یکم پاشاده عثمانی است که به فارسی سروده شده است. وی همچون اغلب پادشاهان عثمانی علاقمند ادبیات فارسی بوده است.
نخستین بار در سال ۱۳۰۶ هجری قمری در استانبول با عنوان «دیوان یاوز سلطان سلیم» به تصحیح حسین حسنی در ۹۶ صفحه در چاپخانه مرتبیه چاپ گردید که حاوی ۱۰۲ غزل بود. بار دوم در سال ۱۹۰۴ م به دستور ویلهلم دوم، امپراتور آلمان جهت اهدا به سلطان عبدالحمید دوم با تصحیح پائول هرن استاد زبانهای شرقی دانشگاه استراسبورک به چاپ رسید. این دیوان دو بار به ترکی ترجمه و در ترکیه در سال ۱۳۰۸ هجری قمری با عنوان «بارقه» به چاپ رسیده است.
این دیوان در سال ۱۳۸۶ توسط عبدالحسین اسماعیل‌نسب تصحیح و توسط معاونت پژوهشی دانشگاه آزاد اسلامی منتشر گردید.

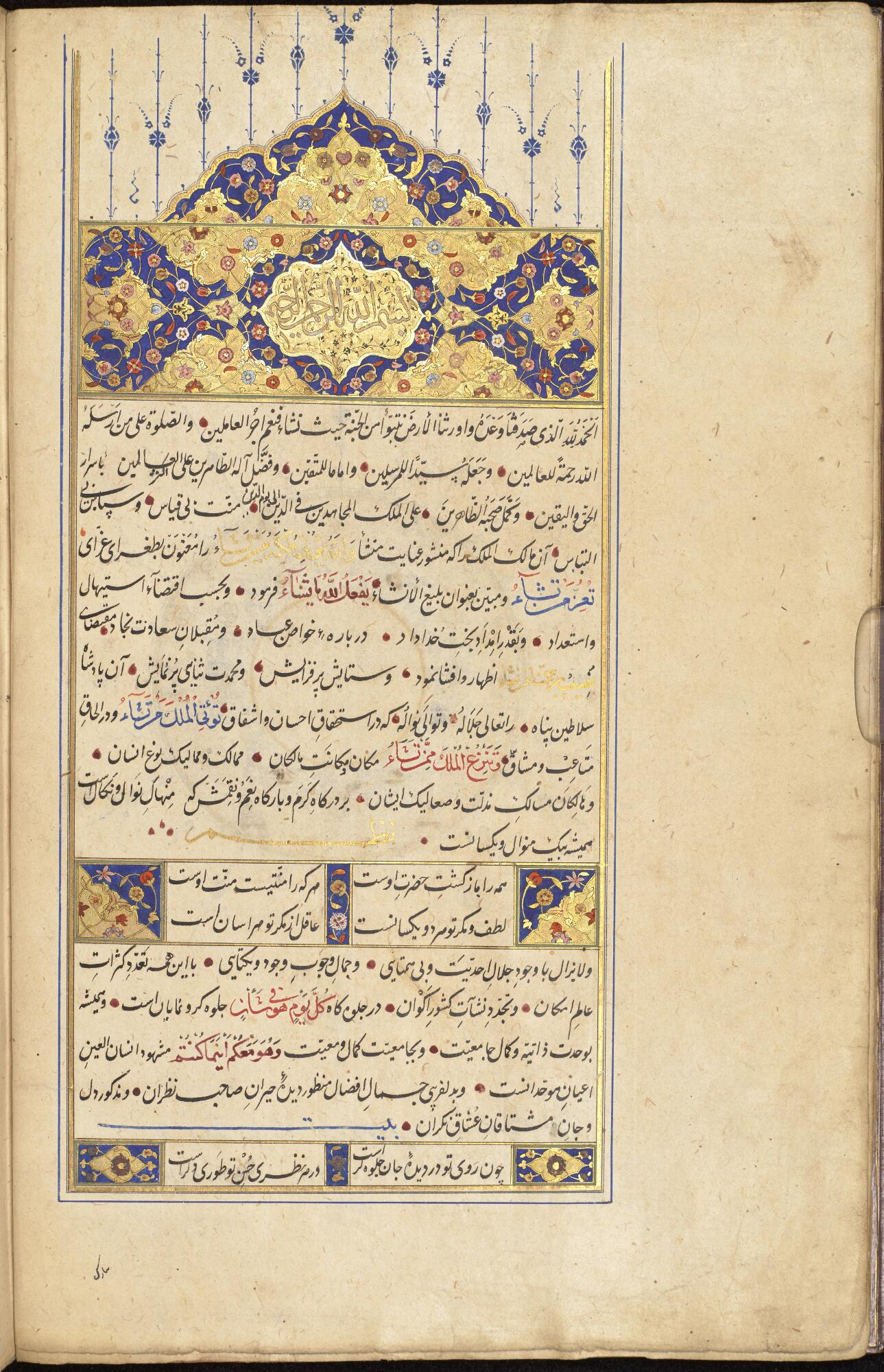

## نمونه شعر
| ای مهر عالم جان بنما جمال ما را         |  | برقع ز رخ بر افکن ملک جهان بیارا |
| کم کن جفا که چندان از نیکویان نیکو نیست |  | بیگانه وار دیدن یاران آشنا را    |
| در نیستی سلیمی آیین جور و غم نیست       |  | هستی ما سبب شد رسم غم و جفا را   |